# Cathedral Plaza
Cathedral Plaza este un bloc ilegal de 19 etaje din centrul Bucureștiului, situat la intersecția străzilor General Berthelot și Luterană, care nu a fost niciodată dat în folosință. Terenul blocului a fost deținut de fondul de investiții american Miller Global, fiind cumpărat în anul 1998, iar dezvoltatorul proiectului a fost Willbrook Management. Proiectantul clădirii a fost arhitectul Vladimir Arsene. Proprietarul inițial a fost miliardarul israelian Eyal Ofer prin Millennium Building Development, firmă care a construit și blocul Millennium Business Center, abandonat din 2009 în urma unui incendiu. 
Curtea de Apel Suceava a decis la 12 iulie 2011, în urma unui proces care a durat cinci ani, că imobilul Cathedral Plaza este construit ilegal. Primarul general Sorin Oprescu a tergiversat demolarea imobilului până în anul 2015. În data de 11 septembrie 2015 Curtea de Apel Ploiești a respins definitiv și irevocabil cererea de suspendare a executării silite privind desființarea Cathedral Plaza, formulată de primarul Oprescu.

## Istoric, descriere
Blocul Cathedral Plaza are o înălțime de 75 de metri și o suprafață totală construită de 23 000 de m². Construcția s-a încheiat în 2010 dar clădirea nu a fost niciodată recepționată, fiind abandonată. După 12 ani de la ridicarea blocului, Primaria Bucuresti a emis în luna iulie 2022 ordinul de demolare.
- 1998: este demarat proiectul.
- 1999: Arhiepiscopul dă un accept de principiu, pentru o clădire „relativ înaltă" (respectiv 17 m înălțime).
- 2001: investitorul oferă spații Arhiepiscopiei în viitoarea construcție, refuzând să dea asigurări pentru siguranța Catedralei.
- 2001: lucrările la clădirea Egnatia Bank, în zona Catedralei „Sfântul Iosif", produc avarii la o clădire a Arhiepiscopiei.
- aprilie 2001: În urma accidentului sus-menționat, ÎPS Ioan Robu își retrage ferm acceptul, realizând pe deplin pericolul construirii unei clădiri de dimensiuni uriașe lângă Catedrala „Sfântul Iosif".
- 2001: Biserica Armenească este afectată grav de construcția unui bloc similar în imediata ei vecinătate de catre acelasi dezvoltator, Millenium Business Development.
- 2001-2005: ÎPS Ioan Robu adresează constant scrisori atât autorităților competente în avizare și autorizare, cât și investitorului, exprimând ferm dezacordul față de proiect.
- Februarie 2006: în ciuda protestelor oficiale repetate, firma investitoare primește autorizația de construire de la Primăria Sectorului 1.
- Începând cu aprilie 2006, proteste publice ale comunității catolice din țară și protestele societății civile nu au determinat autoritățile (Primarul Capitalei, Ministrul Culturii, Prefectul Municipiului București) să găsească o soluție la conflict. În ciuda protestelor, autoritățile nu au luat măsuri. Lucrările continuă.
- Nota verbală trimisă de Sfântul Scaun la începutul lunii mai, exprimând îngrijorarea pentru siguranța Catedralei și pentru binele comunității catolice a rămas fără un răspuns oficial mai bine de 30 de zile.
- O scrisoare deschisă a fost trimisă de ÎPS Ioan Robu, Arhiepiscop-Mitropolit de București, cerând: 
  - stoparea lucrărilor în șantierul din imediata vecinătate a Catedralei „Sfântul Iosif"
  - revocarea autorizației de construcție 179/18/B/43074, emisă de primăria sectorului 1
  - inițierea unui proces de modificare a legislației pentru ca asemenea agresiuni asupra Bisericii și a Patrimoniului Cultural să nu mai fie posibile
- Arhiepiscopia Romano-Catolică de București a dat în judecată autoritățile implicate în procesul de avizare, considerând că este încălcată legea (50/1991), deoarece: 
  - Autorizația a fost emisă fără o expertizare tehnică a Catedralei, înainte de începerea lucrărilor așa cum prevedeau avizele MCC și al ISC-ICMB
  - Absența unui acord în formă autentică din partea Arhiepiscopiei romano-catolice de București, așa cum prevede legea.
- Cerând, prin ordonanță prezidențială, oprirea lucrărilor în șantier, instanța a respins de două ori cererea Arhiepiscopiei romano-catolice de București.
- Academia Română a organizat în data de 30 Mai o sesiune specială de comunicări, cu titlul „București: orașul ca bun cultural", unde personalități importante și-au prezentat punctul de vedere cu privire la recentele modificări urbanistice din capitală și și-au exprimat dezacordul față de proiectele propuse, în mod special față de proiectul care afectează Catedrala „Sfântul Iosif".
- Două alte sesiuni de dezbatere publică au fost organizate de Civic Media (2 iunie) și de Alianța Civică împreună cu Asociația pentru Tranziție Urbană (22 iunie). De fiecare dată, reprezentanții societății civile au susținut cauza Catedralei, dar protestul lor nu a avut nici un ecou.
- Protestele publice au continuat. Pe data de 25 Mai, la orele 20:00, credincioșii catolici au făcut un lanț viu în fața bisericilor catolice din marile orașe ale României, în gest de solidaritate cu bucureștenii care cer protejarea Catedralei „Sfântul Iosif", amenințată de un șantier început în imediata vecinătate a monumentului.
- Acțiunea a avut loc simultan la Iași, Constanța, Bacău, Roman, Pitești, Craiova, Brăila, Tulcea, Turnu Severin, Timișoara și București. S-au alăturat și comunitățile greco-catolice de la Blaj, Cluj, Lugoj, Baia Mare, Oradea, Reghin, Târgu Mureș. În toate aceste orașe, clopotele bisericilor catolice au bătut deodată, joi, la ora 20.
- Marți, 13 iunie 2006, în sărbătoarea Sfântului Anton, la Padova și la București s-au făcut rugăciuni pentru salvarea Catedralei „Sfântul Iosif". La ora 19.30, Bazilica din Padova și Catedrala din București au fost în legătură directă, prin satelit, iar tradiționala procesiune și binecuvântare cu moaștele Sfântului Anton au putut fi urmărite de cei prezenți la Catedrala „Sfântul Iosif". La București a urmat o procesiune cu lumânări și crini, iar credincioșii au făcut un lanț viu în jurul Catedralei ca gest simbolic de apărare a bisericii celei mai reprezentative pentru comunitatea catolică din România.
- 12 iulie 2011: Curtea de Apel Suceava a decis că imobilul este construit ilegal.[7] Cel care ar trebui să dispună demontarea imobilului de 19 etaje este primarul general Sorin Oprescu.[8]
- În 2012, Eyal Ofer a vândut Millennium Building Development grecului Ioannis Papalekas. Cathedral Plaza a fost evaluată la 50 de milioane de euro, dar clădirea a rămas neocupată și sub amenințarea demolării. [3]
- Ianuarie 2013: Sentința de demolare a devenit definitivă.
- Aprilie 2015: La cererea lui Sorin Oprescu, Tribunalul Dâmbovița suspendă temporar executarea hotărârii din 2012 prin care aceeași instanță dispusese obligarea primarului general al Capitalei să emită decizia de desființare a clădirii Cathedral Plaza. [9]
- Septembrie 2015: Curtea de Apel Ploiești anulează definitiv hotărârea prin care fusese suspendată executarea deciziei de demolare a Cathedral Plaza [9]
- 6 decembrie 2018: Curtea Europeană a Drepturilor Omului (CEDO) a respins ca inadmisibilă o plângere formulată de Arhiepiscopia Romano-Catolică din București (ARCB) privind termenul nerezonabil în care autoritățile române au soluționat chestiunea clădirii Cathedral Plaza.[10]
- Iulie 2022: Primarul general al Bucureștiului, Nicușor Dan, a semnat decizia de demolare a clădirii, după ce primarii precedenți au evitat subiectul. [11] Primarul Sectorului 1, Clotilde Armand, și-a arătat susținerea pentru demolarea clădirii.

## Critici aduse proiectului
Arhidieceza de București a criticat în dese rânduri construcția precum și modul în care au fost acordate autorizațiile de construire pentru această clădire aflată în imediata vecinătate a Catedralei Sfântul Iosif, care afectează structura de rezistență a acestui lăcaș de cult aflat în patrimoniul național, cu o vechime de peste 125 de ani. În aceasta problemă s-a pronunțat și Papa Benedict al XVI-lea printr-un comunicat al Biroului de presă al Sfântului Scaun din 4 decembrie 2006, cerând totodată, anularea acelor documente care au făcut posibilă construirea Chatedral Plaza  Arhivat în 20 iulie 2011, la Wayback Machine.. S-au strâns 371 de semnături în parlamentul european editându-se și o declarație în care se condamnă "cu fermitate construcția ilegală a clădirii zgârie nori menționate" și se angajează să transmită documentul Comisiei, Consiliului Europei, Guvernului Român și instituțiilor responsabile de protecția patrimoniului cultural european. Pe 10 iulie justiția română oprise lucrările șantierului până la încheierea procesului legal. Potrivit preotului Ungureanu de la Arhiepiscopia de București "suntem încrezători că dreptatea și adevărul vor învinge. Ne apărăm de o gravă nedreptate întrucât construcția zgârie nori a fost ridicată încălcând legea. Prea mulți s-au făcut că nu văd". Edificiul, construit într-un timp record, a ajuns la ultimul etaj, dar turnarea betonului a ajuns la jumătate. "Inginerii noștri ne-au dat asigurări că s-ar putea demonta și reconstrui în altă parte - explică preotul Ungureanu - noi, între timp, vom continua strângerea de semnături și alte inițiative de sensibilizare".
Traian Băsescu este acuzat pentru această situație: "atât în actuala sa calitate de președinte, cât și ca fost primar general al Bucureștiului, Traian Băsescu poartă responsabilitatea pentru activitățile de construcție de lângă Catedrala Romano-Catolică și Biserica Ortodoxă Armenească".

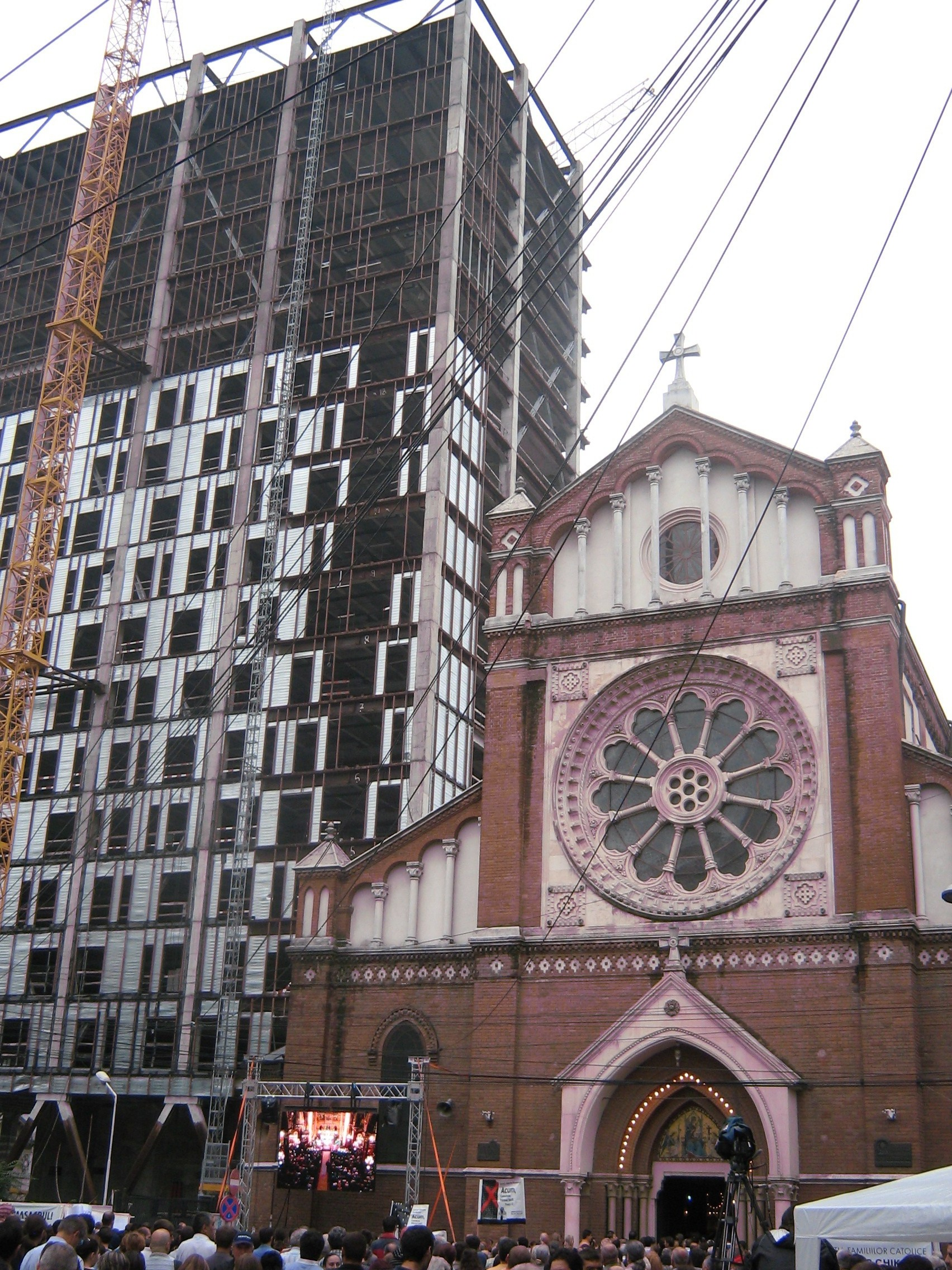
Construcția de lângă Catedrala romano-catolică Sfântul Iosif

### Criticile Arhiepiscopiei romano-catolice din București
Arhiepiscopia a afirmat în dese rânduri că aceasta construcție aduce grave prejudicii Catedralei Sfântul Iosif din următoarele motive:
- Catedrala „Sfântul Iosif" din București, monument istoric și de arhitectură de peste 125 de ani, este pusă în pericol de construirea unei clădiri de 75 m înălțime la mai puțin de 10 m distanță;
- Un proiect dezastruos: 19 etaje, parter și 4 niveluri subterane schimbă radical ambientul arhitectural în centrul Bucureștiului și afectează grav Catedrala „Sfântul Iosif".
- Ioan Robu s-a declarat de acord cu acțiunea pe care primarul Sorin Oprescu a înaintat-o Curții de Apel Ploiești, în scopul anularii autorizației de construire emise în 2006. În acțiune se arată că, din terenul de 700 mp care aparține Municipiului București, și din care foștii primari Băsescu și Videanu au concesionat firmei Millennium doua parcele de 70 mp și respectiv 116 mp, lipsesc 155 mp care sunt însă "ocupați, fără niciun titlu, de lucrările desfășurate de Millennium". În acțiune se reclamă "fraudarea legii" de către Traian Băsescu și Adriean Videanu, prin concesionarea celor două parcele ale municipalității către dezvoltatorul proiectului: "Prima concesiune s-a făcut fără licitație publică, iar a doua concesiune la fel, în plus având și viciul grav al motivării pe o extindere a unei construcții, deși construcția nu exista la data concesionarii"[12].